# Tmolus echion
Tmolus echion is een vlinder uit de familie van de Lycaenidae. De wetenschappelijke naam van de soort werd als Papilio echion in 1767 gepubliceerd door Carl Linnaeus.

## Synoniemen
- Papilio crolus Stoll, 1780
- Thecla labes Druce, 1907
- Thecla sanctissima Jørgensen, 1935